# Nagurus aegaeus
Nagurus aegaeus is een pissebed uit de familie Trachelipodidae. De wetenschappelijke naam van de soort is voor het eerst geldig gepubliceerd in 1977 door Schmalfuss.